# The Craving
The Craving est le titre du premier et seul album studio de MD.45, le projet parallèle de Dave Mustaine.

L'album est sorti en 1996 avec Lee Ving du groupe Fear aux chants et à l'harmonica, et remasterisé en 2004 avec Dave Mustaine aux chants mais sans l'harmonica, avec également trois titres supplémentaires par rapport à la version originale de l'album:Chutney, Segue et The Creed.

L'album est sorti le 23 juillet 1996 sous le label Slab Records et est sorti au cours de l'année 2004 dans sa version ré-éditée sous le label Capitol Records, label de Megadeth, l'autre groupe de Dave Mustaine.

## Liste des morceaux
Musiques composées par Dave Mustaine, sauf Nothing Is Something composé par Dave Mustaine, Jimmy DeGrasso, Lee Ving et Kelly LeMieux.
| No  | Titre                | Paroles                 | Durée |
| --- | -------------------- | ----------------------- | ----- |
| 1.  | Hell's Motel         | Dave Mustaine, Lee Ving | 4:40  |
| 2.  | Day the Music Dieds  | Dave Mustaine, Lee Ving | 4:37  |
| 3.  | Fight Hate           | Lee Ving                | 2:50  |
| 4.  | Designer Behavior    | Dave Mustaine           | 3:34  |
| 5.  | Creed                | Dave Mustaine           | 4:59  |
| 6.  | My Town              | Dave Mustaine, Lee Ving | 3:06  |
| 7.  | Voices               | Dave Mustaine, Lee Ving | 3:36  |
| 8.  | Nothing Is Something | Dave Mustaine           | 3:52  |
| 9.  | Hearts Will Bleed    | Lee Ving                | 3:24  |
| 10. | No Pain              | Lee Ving                | 2:50  |
| 11. | Road Man             | Dave Mustaine, Lee Ving | 3:08  |

| 12. | Chutney                   | Dave Mustaine  | 4:22 |
| 13. | Segue                     | (instrumental) | 1:24 |
| 14. | The Creed (Megadeth demo) | Dave Mustaine  | 5:20 |

## Composition du groupe
1996
- Lee Ving – chants & harmonica
- Dave Mustaine – guitare
- Kelly LeMieux – basse
- Jimmy DeGrasso – batterie

2004
- Dave Mustaine – chants & guitare
- Kelly LeMieux – basse
- Jimmy DeGrasso – batterie, percussions